# Guy Gauthier
Pour les articles homonymes, voir Gauthier.
Guy Gauthier, né le 9 mars 1930 à Saint-Benoît et mort le 20 mars 2010 à La Garenne-Colombes, est un critique de cinéma français. Une partie de ses travaux a été consacrée au cinéma documentaire.

## Biographie
Fils d'un ouvrier peintre, Guy Gauthier devient instituteur rural dans les années 1950 dans le département de la Vienne. Il est mis à disposition de la Ligue française de l'enseignement et de l'éducation permanente jusqu'à sa retraite, en 1985. Membre du séminaire de Christian Metz dans les années 1970 à l'EHESS, il a enseigné le cinéma, comme chargé de cours, à l'université de Paris VIII-Vincennes, puis à l'université Paris VII de 1971 à 1984. Il a collaboré à diverses revues cinéphiles, principalement Image et Son - devenue La Revue du cinéma.
Il a travaillé depuis le début des années 1960 sur Chris Marker et sur les cinéastes documentaristes renommés, notamment Jean Rouch, Pierre Perrault, Joris Ivens, Raymond Depardon. Son ouvrage Le Documentaire, un autre cinéma a été traduit dans plusieurs langues.
En lui rendant hommage, Jacques Zimmer a écrit que Guy Gauthier « était dans son temps, sensible à tous les frémissements des mœurs, curieux de toutes les formes d’expression, y compris de celles méprisées par l’intelligentsia.  »

## Publications
- Télévision active, télévision passive, avec Philippe Pilard, Tema, 1972
- Vers la vidéo-animation, Cahiers de l'audiovisuel, 1975
- Villes imaginaires, Cedic, 1977
- North of the Temperate Zone, poèmes, Éd. Midnight sun, New York, 1977
- Initiation à la sémiologie de l'image, Cahiers de l'audiovisuel, 1979
- Vingt leçons sur l'image et le sens, Édilig, 1982 •  (ISBN 978-2-85601-009-9) ; réédition sous le titre Vingt plus une leçons sur l'image et le sens, Édilig, 1989,  (ISBN 978-2856012147).
- Andrei Tarkovski, Édilig, 1988 •  (ISBN 978-2856011867) - Prix du livre Art et Essai 1989
- Les Chemins de René Allio, Éditions du Cerf, 1993 •  (ISBN 978-2204049528)
- Un village, deux écoles : mémoires d'un paléolaïque, Arléa-Corlet, 1994  (ISBN 2-85480-866-5)
- Le documentaire, un autre cinéma, Nathan, 1995 ; Armand Colin, 2005 et 2008 •  (ISBN 978-2-20024-795-9)
- Chris Marker, écrivain multimédia, L'Harmattan, 2001 •  (ISBN 978-2-74750-735-6)
- Un siècle de documentaires français. Des tourneurs de manivelle aux voltigeurs du multimédia, Armand Colin, 2004 •  (ISBN 978-2-20034-016-2)
- Les cinémas nationaux contre Hollywood (avec Guy Hennebelle), Éditions du Cerf, 2004 •  (ISBN 978-2-20407-491-9)